# الدوري التونسي لكرة اليد 1969–70
الدوري التونسي لكرة اليد 1969-1970 هو الدورة 15 من الدوري التونسي لكرة اليد للرجال. شارك فيها 12 فريقا.

فاز بهذا الموسم النادي الإفريقي، وجاء ثانيا الزيتونة الرياضية.

## روابط خارجية
- الموقع الرسمي للجامعة التونسية لكرة اليد.